# (2872) Gentelec
(2872) Gentelec es un asteroide perteneciente al cinturón de asteroides descubierto el 5 de septiembre de 1981 por el equipo del Observatorio Oak Ridge desde la Estación George R. Agassiz, Estados Unidos.

## Designación y nombre
Gentelec se designó inicialmente como 1981 RU.
Más adelante fue nombrado por el GTE Research Laboratories en reconocimiento a su apoyo durante la visita del Halley de 1986.

## Características orbitales
Gentelec está situado a una distancia media del Sol de 2,741 ua, pudiendo alejarse hasta 3,076 ua y acercarse hasta 2,406 ua. Tiene una inclinación orbital de 2,873° y una excentricidad de 0,1221. Emplea en completar una órbita alrededor del Sol 1658 días.